# Pablo Salinas Herrera
Pablo Patricio Salinas Herrera (* 3. Juni 1994 in Concepción) ist ein chilenischer Schachspieler.
Salinas wuchs als ältestes von drei Geschwistern in San Pedro de La Paz auf und erlernte das Schachspiel mit 9 Jahren von einem Freund. Er besuchte das Kingston College in Concepción, wo er ersten Schachunterricht erhielt, und gewann diverse nationale Jugendmeisterschaften.
2011 gewann er neben der chilenischen Meisterschaft auch die panamerikanische U-18-Meisterschaft in Cali, wofür ihm der Titel des FIDE-Meisters verliehen wurde. Kurz darauf zog er nach Santiago, um ein Studium als Ingeniero Comercial aufzunehmen, das er jedoch wieder abbrach, um sich auf eine Karriere als professioneller Schachspieler zu konzentrieren. Die chilenische Meisterschaft konnte er noch fünf weitere Male gewinnen (2012, 2019, 2021, 2022 und 2023) und spielte für die chilenische Auswahl bei insgesamt fünf Schacholympiaden: 2012, 2014, 2018, 2022 und 2024. Im April 2015 wurde er Internationaler Meister, seit September 2019 trägt er den Titel Großmeister.
Während der Covid-Pandemie begann Salinas über den Twitch-Kanal GMSalinas zu streamen und zählt mit über 6.500 Followern zu den populärsten chilenischen Schachstreamern. Am 7. Juni startete er einen Spendenaufruf über Twitter, um seine Reise zum FIDE World Cup 2021 zu finanzieren. Nach einer erfolgreichen Spendenkampagne spielte Salinas in der ersten Runde des Turniers gegen den Dänen Mads Andersen folgende vielrezipierte Partie.

## Partiebeispiel
|   | a | b | c | d | e | f | g | h |   |
| 8 |   |   |   |   |   |   |   |   | 8 |
| 7 |   |   |   |   |   |   |   |   | 7 |
| 6 |   |   |   |   |   |   |   |   | 6 |
| 5 |   |   |   |   |   |   |   |   | 5 |
| 4 |   |   |   |   |   |   |   |   | 4 |
| 3 |   |   |   |   |   |   |   |   | 3 |
| 2 |   |   |   |   |   |   |   |   | 2 |
| 1 |   |   |   |   |   |   |   |   | 1 |
|   | a | b | c | d | e | f | g | h |   |

Andersen – Salinas 0:1

FIDE World Cup 2021 – Sotschi, 12. Juli 2021

Zukertort-Eröffnung, A06

1. Sf3 d5 2. e3 Sf6 3. c4 c6 4. Sc3 e6 5. b3 Ld6 6. d4 0-0 7. Dc2 Sbd7 8. Le2 b6 9. 0-0 Lb7 10. Lb2 De7 11. Tad1 Tad8 12. Tfe1 Tfe8 13. Lf1 c5 14. cxd5 exd5 15. g3 Tc8 16. Lh3 cxd4 17. Sxd4 Lb4 18. Sde2 Se4 19. a3 Sxf2 20. axb4 Sxh3+ 21. Kf1 Dxe3 22. Df5 Sf6 23. Lc1 Sg4 24. Td3 d4 25. Ted1 Dg1+ 26. Sxg1 Sxh2# 0:1
| Die zur Anzeige dieser Grafik verwendete Erweiterung wurde dauerhaft deaktiviert. Wir arbeiten aktuell daran, diese und weitere betroffene Grafiken auf ein neues Format umzustellen. (Mehr dazu) |